# 焦志方
焦志方（1962年7月6日—），台灣電視節目製作人與主持人，祖籍中華民國河北省長垣縣(今屬河南省)。世界新聞專科學校廣播電視科（今世新大學廣播電視學系）畢業，國立政治大學傳播學院碩士班畢業，父親為國立政治大學體育教授焦祖謙。

## 作品

### 綜藝節目
中華電視公司
- 《鑽石舞台》（執行製作）
- 《好彩頭》
- 《江山萬里情》
- 《台灣真好康》

超視
- 《頑皮一族》

東森綜合台
- 《世紀魔法王》
- 《幸福委員會》（與羅璧玲主持）
- 《鬼話連篇》（與沈嶸主持）
- 《太太狠犀利》

公視
- 《一字千金》（製作人）

力霸友聯U2綜合台
- 《膽大包天》

### 美食節目
東森電視
- 《食全食美》
- 《超級美食王》
- 《烏龍煮意》

中國電視公司
- 《全能美食秀》（製作人）

東風衛視
- 《料理美食王》

公視
- 《美味縱貫現》

年代MUCH台
- 《美味SO MUCH》

### 電視劇
台灣電視公司
- 《吐司男之吻》
- 《薔薇之戀》

公視
- 《大醫院小醫師》（客串）

### 電影
- 《痞子英雄2：黎明再起》飾焦承均

### 書籍
- 2010年，《焦志方與十大名師陪你輕鬆做菜》，作者：焦志方，出版社：橘子出版，ISBN 9789579874243
- 2010年，《焦志方與四大名師的家常菜》（書+DVD），作者：焦志方、程安琪，出版社：橘子出版，ISBN 9789579874250
- 2000年，《食全食美教做菜：焦志方的爐旁手札》，作者：焦志方，出版社：台視文化，ISBN 9575654560
- 2008年，《省錢、健康又美味的三菜一湯》，作者： 焦志方、程安琪，出版社：旗林文化，ISBN　9789866655197
- 2007年，《做菜真輕鬆》，作者：焦志方，出版社：旗林文化，ISBN 9789866881312
- 2003年，《快樂廚房主婦家常系列︰食全食美教做菜》，作者：焦志方，出版社：吉林科學技術出版社，ISBN　753842685X
- 2002年，《名師開胃菜》，作者：焦志方，出版社：台視文化，ISBN 9575655265

### VCD
- 2002年，《食全食美套餐(1)》(書+2VCD)，作者：焦志方、張淑娟，出版社：力禾
- 2002年，《食全食美套餐(2)》，作者：焦志方、張淑娟，出版社：力禾
- 2002年，《食全食美套餐(3)》，作者：焦志方、張淑娟，出版社：力禾
- 2002年，《食全食美套餐(4)》，作者：焦志方、張淑娟，出版社：力禾
- 2002年，《食全食美套餐(5)》，作者：焦志方、張淑娟，出版社：力禾
- 2002年，《食全食美套餐(6)》，作者：焦志方、張淑娟，出版社：力禾
- 2002年，《食全食美套餐(7)》，作者：焦志方、張淑娟，出版社：力禾

## 外部連結
- 公視美食縱貫現 主持人介紹 （页面存档备份，存于）
- 焦志方的Facebook專頁
- 華文影史庫 焦志方 簡介 （页面存档备份，存于）